# Heterodermia chilensis
Heterodermia chilensis är en lavart som först beskrevs av Kurok., och fick sitt nu gällande namn av Swinscow & Krog. Heterodermia chilensis ingår i släktet Heterodermia och familjen Physciaceae.   Inga underarter finns listade i Catalogue of Life.